# Luigi Rosiello
Luigi Rosiello (Bologna, 28 febbraio 1930 – Bologna, 16 giugno 1993) è stato un linguista italiano.

## Biografia
Dopo gli studi liceali a Bologna presso il Liceo ginnasio statale Marco Minghetti, si laurea all'Università di Bologna con il glottologo Gino Bottiglioni nell'anno accademico 1954-55, con la tesi La penetrazione dell'elemento Francese nella lingua italiana e l'opera dei Puristi.  Successivamente rafforza il suo legame scientifico con Luigi Heilmann (che succederà a Bottiglioni sulla cattedra bolognese) con il quale aveva intrecciato fecondi scambi culturali, fin dagli anni liceali, e di cui, dal 1956 al 1968, diventa assistente prima volontario poi di ruolo. Nel 1966, intanto, consegue la libera docenza e nel 1967 vince il primo concorso bandito in Italia di Linguistica generale. L'anno dopo viene chiamato a insegnare questa materia presso l'Università degli studi di Cagliari dove instaura importanti rapporti intellettuali e amicali con Mario Baratto, Alberto Mario Cirese, Gillo Dorfles, Alessandro Galante Garrone, Alberto Limentani e Dario Puccini.
Passa poi all'Università di Bologna nel 1974 e presso l'Ateneo bolognese ricopre la cattedra di Linguistica generale fino alla sua morte.

## Ambiti di studio e ricerca
La produzione di Rosiello, sempre attento ai dibattiti culturali del suo periodo, è vasta e articolata, estremamente attenta al contesto scientifico italiano e internazionale. Testimonianza del suo coinvolgimento nella comunità scientifica è stato il lungo impegno con la rivista Lingua e Stile, di cui fu direttore, e la collaborazione a riviste come Archivio Glottologico Italiano, Lingua Nostra,  Nuova Corrente, Quaderni dell'Istituto di Glottologia, Rendiconti, Rinascita e Sigma.
Molti sono i campi di ricerca coltivati tra cui sono principalmente da segnalare quelli inerenti alle teorie linguistiche e alla loro storia, all'epistemologia della scienza, alla lessicografia, ai rapporti tra lingua e cultura.
Nella produzione scientifica di Rosiello, collegata allo strutturalismo, una parte importante hanno avuto gli studi sull'Illuminismo e sulla storiografia linguistica. All'impostazione teleologica di Noam Chomsky e della sua Linguistica cartesiana, Rosiello contrappose con Linguistica illuminista un'indagine condotta sulle teorie linguistiche dell'empirismo e del razionalismo leibniziano. Tra i vari saggi che compongono la sua produzione si ricordano quelli inerenti ai rapporti tra linguistica e marxismo, tra stilistica e strutturalismo, oppure riflessioni linguistiche su Vico, su Condillac, su Gramsci e su Chomsky, senza dimenticare i testi dedicati ai rapporti tra lingua e letteratura, come nel caso degli studi sul lessico poetico e le sinestesie di Montale.
Nell'ambito della lessicografia, curò con Miro Dogliotti e Paolo Valesio la radicale revisione della decima edizione del 1970 del Vocabolario della lingua italiana di Nicola Zingarelli e quindi con Miro Dogliotti l'undicesima del 1983 (Il nuovo Zingarelli) e la dodicesima del 1993 (Lo Zingarelli 1994), pubblicata il mese dopo la sua morte.
Egli non perse mai di vista il rapporto tra lingua e cultura. "È il nesso inscindibile tra questi due termini (un nesso [...] di impronta tipicamente gramsciana) che sta alla base di diverse scelte scientifico-culturali di Rosiello, sia quando si occupa di ricostruzione della storia del pensiero linguistico sia quando si occupa di neologismi, sia quando prende posizione nel dibattito allora in corso sull'educazione linguistica, o quando affronta il problema della cosiddetta subalternità dei dialetti".

## Fondo Rosiello
La sua biblioteca personale è stata donata dalla famiglia all'Università di Bologna ed è attualmente conservata presso la Biblioteca Centrale Roberto Ruffilli del Campus di Forlì.

## Opere principali
- Struttura, uso e funzioni della lingua, Firenze, Vallecchi, 1965.
- Stephen Ullmann, La semantica. Introduzione alla scienza del significato, Traduzione di Anna Baccarani e Luigi Rosiello, Bologna, il Mulino, 1966.
- Linguistica illuminista, Bologna, Il Mulino, 1967.
- Nicola Zingarelli, Vocabolario della lingua italiana, Decima edizione rielaborata a cura di 109 specialisti diretti e coordinati da Miro Dogliotti, Luigi Rosiello, Paolo Valesio, [118000 voci 3200 illustrazioni 57 tavole di nomenclatura], Bologna, Zanichelli, 1970.
- Linguistica e marxismo. Interventi e polemiche, Roma, Editori Riuniti, 1974.
- Letteratura e strutturalismo, a cura di Luigi Rosiello, Bologna, Zanichelli, 1974.
- Il nuovo Zingarelli. Vocabolario della lingua italiana, di Nicola Zingarelli, Undicesima edizione a cura di Miro Dogliotti e Luigi Rosiello, 127000 voci 65000 etimologie 4300 illustrazioni, Bologna, Zanichelli, 1983.
- Lo Zingarelli 1994. Vocabolario della lingua italiana, di Nicola Zingarelli, Dodicesima edizione a cura di Miro Dogliotti e Luigi Rosiello, [134000 voci 370000 significati 4500 illustrazioni in b/n 420 illustrazioni a colori], Bologna, Zanichelli, 1993.